# Festkokett
Festkokett (Lophornis chalybeus) är en fågel i familjen kolibrier.

## Utseende
Festkoketten är en mycket liten kolibri med ett vitt band på övergumpen. Hanen har en fantastiskt grönglänsande huvudbonad med ett skägg som avslutas i vita fläckar samt glittrande ansikte och panna. Hona och ungfågel saknar denna, men kännetecknas av vit strupe med en smutsig fläck centralt, olikt praktkoketten utan beige i ansiktet och på strupen. 

## Utbredning och systematik
Festkoketten förekommer i sydöstra Brasilien (Espírito Santo, Minas Gerais och Santa Catarina). Tidigare inkluderades fjärilskoketten (L. verreauxii) i arten. Den behandlas som monotypisk, det vill säga att den inte delas in i några underarter.

## Levnadssätt
Festkoketten hittas i regnskog. Där födosöker den på olika typer av blommor i skogens alla skikt. I vissa områden är den också en regelbunden besökare vid kolibrimatare.

## Status
Arten har ett stort utbredningsområde och beståndet anses vara stabilt. Internationella naturvårdsunionen IUCN listar den därför som livskraftig (LC).

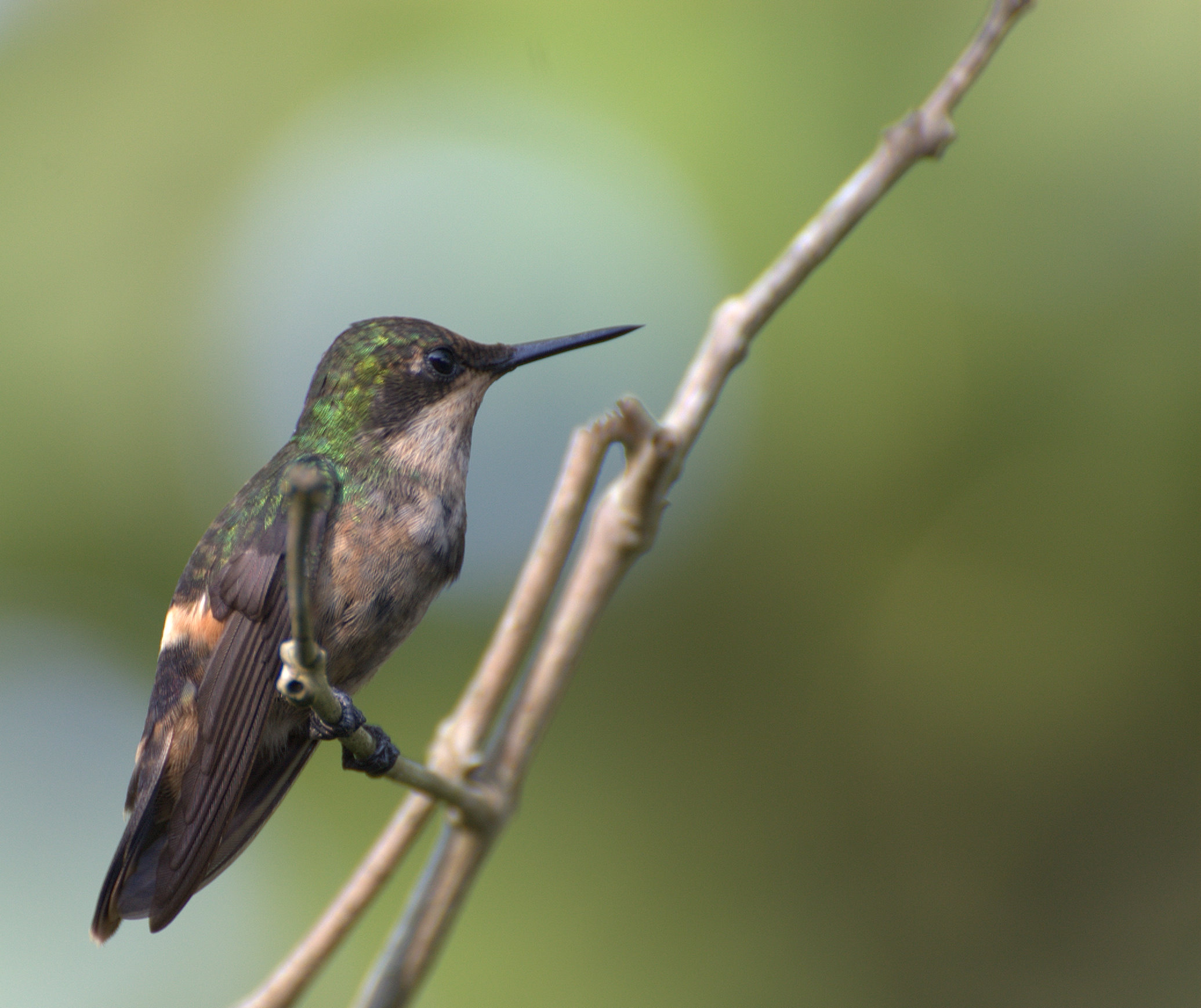
Hona